# سلو ایمنی م. گورکوگو
سلو ایمنی م. گورکوگو (به لاتین: Selo imeni M. Gorkogo) یک منطقهٔ مسکونی در روسیه است که در داغستان واقع شده‌است.